# Cơ quan vũ trụ Nhật Bản
Cơ quan nghiên cứu và phát triển hàng không vũ trụ Nhật Bản (宇宙航空研究開発機構 (Vũ trụ hàng không nghiên cứu khai phát cơ cấu) Kokuritsu-kenkyū-kaihatsu-hōjin Uchū Kōkū Kenkyū Kaihatsu Kikō, tiếng Anh: Japan Aerospace Exploration Agency, viết tắt JAXA) là cơ quan hàng không vũ trụ và không gian quốc gia của Nhật Bản. Thông qua việc sáp nhập ba tổ chức độc lập trước đây, JAXA được thành lập vào ngày 1 tháng 10 năm 2003. JAXA chịu trách nhiệm nghiên cứu, phát triển công nghệ, phóng vệ tinh vào quỹ đạo và tham gia vào nhiều nhiệm vụ tiên tiến hơn như thám hiểm tiểu hành tinh và có khả năng sẽ thăm dò có người lái tới Mặt Trăng. Phương châm của cơ quan là One JAXA ("Một JAXA") và khẩu hiệu của cơ quan là Explore to Realize ("Thám hiểm để tường tận") (trước đây là Reaching for the skies, exploring space ("Chạm tới bầu trời, thám hiểm không gian").

## Lịch sử

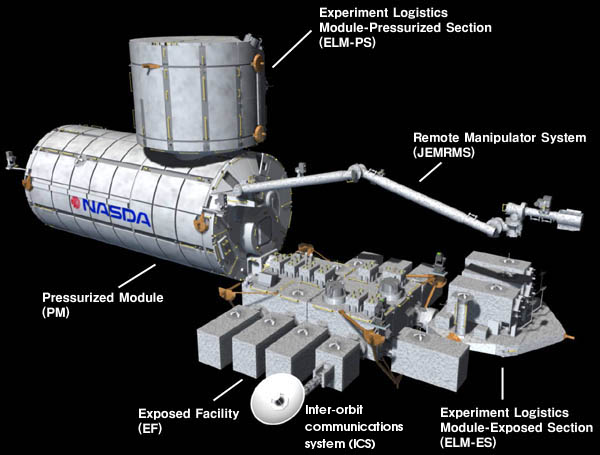
JAXA Kibō, module lớn nhất của ISS.

Ngày 1 tháng 10 năm 2003, ba tổ chức được sáp nhập để thành lập tổ chức mới JAXA: Viện Khoa học Không gian và Hàng không Vũ trụ Nhật Bản (ISAS), Phòng thí nghiệm Vũ trụ Quốc gia Nhật Bản (NAL), và Cơ quan Phát triển Không gian Quốc gia Nhật Bản (NASDA). JAXA được thành lập như một Cơ quan hành chính độc lập được quản lý bởi Bộ Giáo dục, Văn hóa, Thể thao, Khoa học và Công nghệ (MEXT) và Bộ Nội vụ và Truyền thông (MIC).
Trước khi sáp nhập, ISAS chịu trách nhiệm về nghiên cứu không gian và hành tinh, trong khi NAL tập trung vào nghiên cứu hàng không. NASDA, được thành lập vào ngày 1 tháng 10 năm 1969, đã phát triển các tên lửa, vệ tinh và cũng đã xây dựng Module Thực nghiệm Nhật Bản. Trụ sở NASDA cũ được đặt tại vị trí hiện tại của Trung tâm Không gian Tanegashima, nằm trên đảo Tanegashima, cách Kyūshū 115 km về phía Nam. NASDA cũng đào tạo các phi hành gia Nhật Bản, những người đã bay trong các tàu con thoi của Hoa Kỳ.
Vào năm 2012, một đạo luật mới đã mở rộng việc miễn giảm thuế của JAXA từ chi cho các mục đích hòa bình sang bao gồm một số công cuộc phát triển không gian quân sự, chẳng hạn như hệ thống cảnh báo sớm tên lửa. Sự kiểm soát về mặt chính trị của JAXA đã chuyển từ MEXT sang Văn phòng Nội các của Thủ tướng thông qua một Văn phòng Chiến lược Không gian mới.

## Tổ chức
JAXA bao gồm các tổ chức sau:

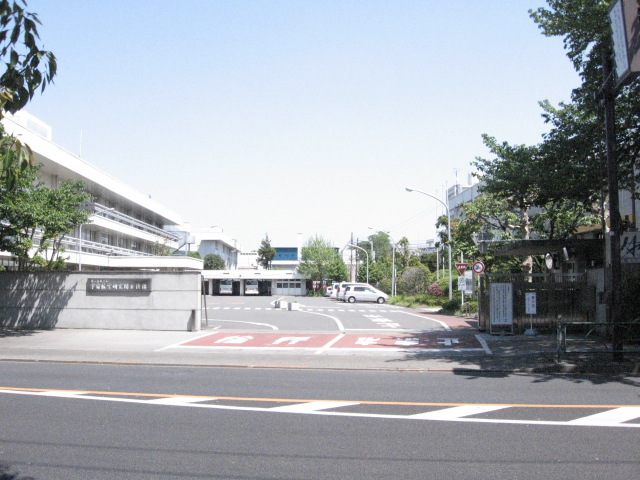
Văn phòng chính của JAXA (Thành phố Chofu, Tokyo)

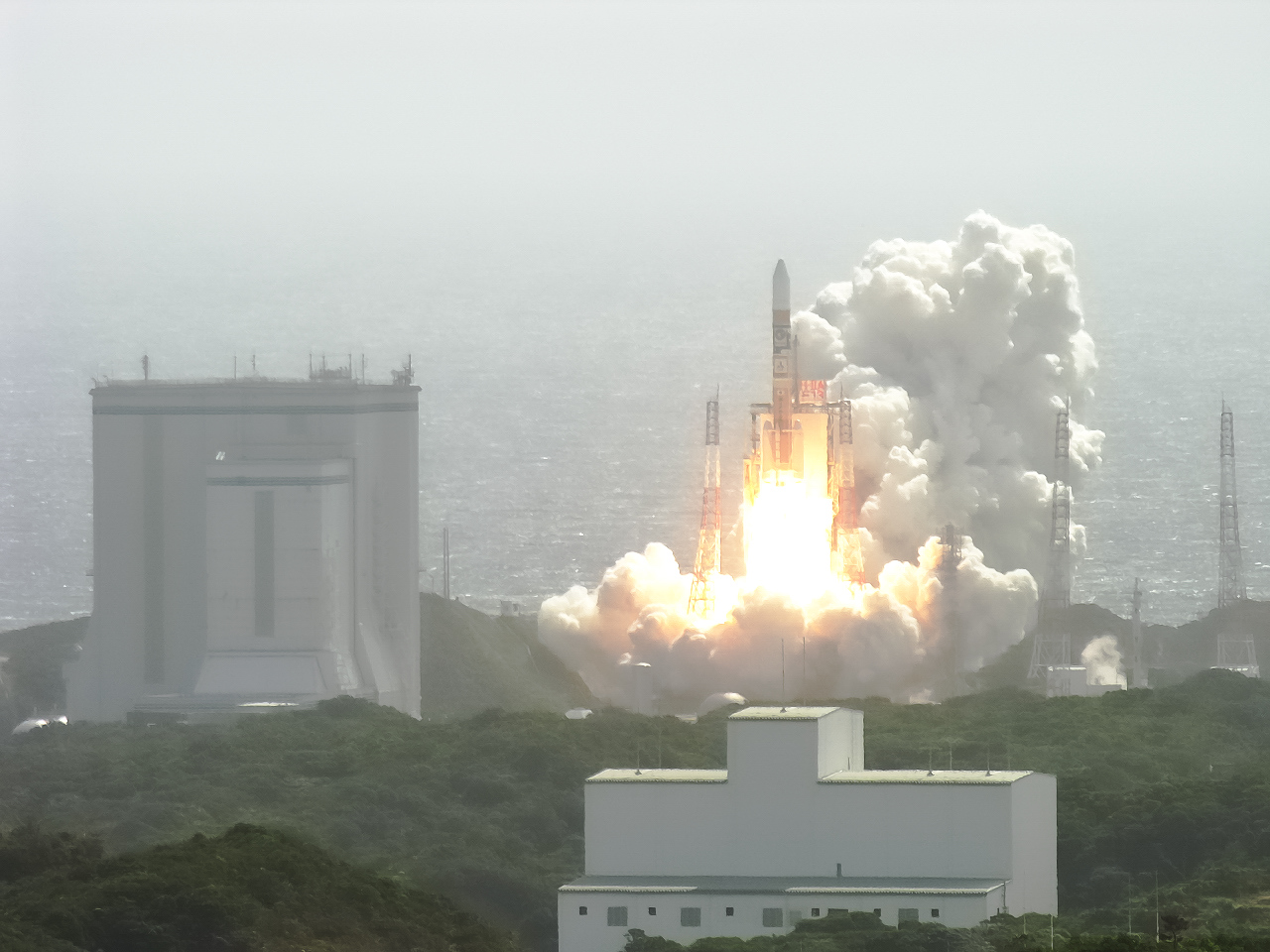
Trung tâm Không gian Tanegashima

- Hội đồng Giám đốc Công nghệ Không gian I
- Hội đồng Giám đốc Công nghệ Không gian II
- Hội đồng Giám đốc Công nghệ Du hành vũ trụ cho con người
- Hội đồng Giám đốc Nghiên cứu và Phát triển
- Hội đồng Giám đốc Công nghệ Hàng không
- Viện Khoa học Không gian và Hàng không Vũ trụ (ISAS)
- Trung tâm Sáng kiến Khám phá Không gian

JAXA có nhiều trung tâm nghiên cứu ở nhiều địa điểm khắp Nhật Bản, và một số trụ sở ở nước ngoài. Tổng hành dinh đặt tại Chofu, Tokyo. Nó cũng có:
- Trung tâm nghiên cứu quan sát Trái Đất (Earth Observation Research Center- EORC), Tokyo
- Trung tâm quan sát Trái Đất (Earth Observation Center-EOC) ở Hatayama
- Trung tâm thử nghiệm Noshiro (NTC) - thành lập năm 1962. Tiến hành phát triển và thử các loại động cơ tên lửa.
- Trung tâm khinh khí cầu Sanriku (SBC) - Các khinh khí cầu được phóng lên từ nơi này từ năm 1971.
- Trung tâm động cơ đẩy trong không gian Kakuda (KSPC) - dẫn đầu trong việc phát triển các loại động cơ tên lửa. Chủ yếu là phát triển các động cơ nhiên liệu lỏng.
- Khu Sagamihara (ISAS) - Phát triển các thiết bị thử nghiệm cho tên lửa và vệ tinh. Cũng là nơi có các tòa nhà hành chính.
- Trung tâm không gian Tanegashima
- Trung tâm không gian Tsukuba (TKSC) ở Tsukuba. Đây là trung tâm của mạng lưới không gian Nhật Bản. Nó tham dự vào việc nghiên cứu và phát triển vệ tinh và tên lửa, theo dõi đường bay và điều khiển các vệ tinh. Nó phát triển các thiết bị thí nghiệm cho Mô đun thí nghiệm Nhật Bản ("Kibo"). Huấn luyện cho các phi hành gia cũng diễn ra ở đây.
- Trung tâm không gian Uchinoura

## Các tên lửa
JAXA sử dụng tên lửa H-IIA (H "hai" A) phát triển từ NASDA trước đây để phóng các vệ tinh thử nghiệm, vệ tinh thời tiết, v.v. Các phi vụ khoa học như thiên văn tia X, JAXA sử dụng tên lửa nhiên liệu rắn M-V từ ISAS trước đây. Thêm vào đó, JAXA đang phát triển cùng với IHI, Lockheed Martin, và Galaxy Express Corporation (GALEX), tên lửa GX. Tên lửa GX sẽ là tên lửa đầu tiên trên thế giới sử dụng khí tự nhiên hóa lỏng (liquefied natural gas - LNG) như là nhiêu liệu đẩy. Với các thí nghiệm trên thượng tầng khí quyển JAXA sử dụng các tên lửa SS-520, S-520, và S-310.

## Thành tựu
Trước khi JAXA được thành lập, ISAS khá thành công trong các chương trình kính viễn vọng không gian sử dụng tia X trong suốt những năm 1980 và 90. Một lãnh vực khác Nhật cũng khá thành công là Giao thoa với đường nền cực dài (Very Long Baseline Interferometry - VLBI) với phi vụ HALCA. Các nghiên cứu quan sát mặt trời và từ trường quyển (magnetosphere) cũng khá thành công.
NASDA chủ yếu hoạt động trong các kỹ thuật truyền thông sử dụng vệ tinh. Từ lúc thị trường vệ tinh Nhật Bản là mở hoàn toàn, lần đầu tiên một công ty Nhật trúng một hợp đồng cho một vệ tinh dân sự là chỉ vào năm 2005. Một mặt khác được NASDA tập trung là quan sát thời tiết của Trái Đất.
JAXA đã được trao giải John L. "Jack" Swigert, Jr., Award vì công cuộc Thám hiểm Không gian của Space Foundation vào năm 2008.

## Phát triển việc phóng và các nhiệm vụ

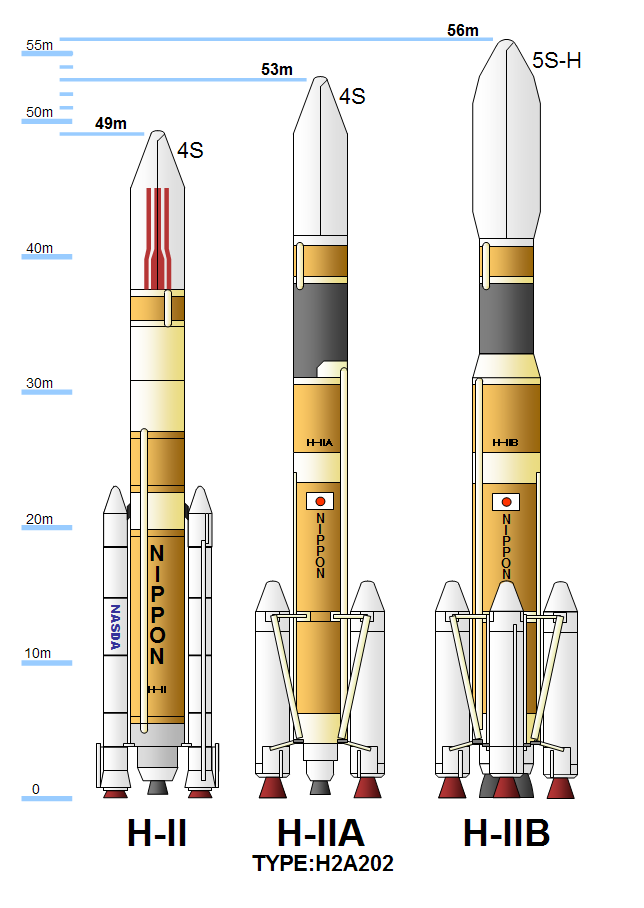
H-IIA & H-IIB

### Lịch sử tên lửa
Nhật Bản phóng vệ tinh đầu tiên, Ohsumi, vào năm 1970 với tên lửa LS-4 của ISAS. Trước khi sáp nhập, ISAS sử dụng các loại xe chạy bằng nhiên liệu rắn nhỏ, trong khi NASDA phát triển các bệ phóng nhiên liệu lỏng lớn hơn. Ban đầu NASDA sử dụng các kiểu của Mỹ. Mẫu đầu tiên của phương tiện phóng với nhiên liệu lỏng được phát triển bản địa Nhật Bản là H-II, được giới thiệu vào năm 1994. Tuy nhiên vào cuối những năm 90, với hai lần phóng H-II thất bại, kỹ thuật tên lửa của Nhật bắt đầu đối mặt với những chỉ trích.

### Các nhiệm vụ H-IIA đầu tiên
Chuyến bay vũ trụ đầu tiên của Nhật dưới sự lãnh đạo của JAXA, một vụ phóng tên lửa H-IIA vào 29 tháng 11 năm 2003, đã kết thúc thất bại do các vấn đề về áp suất. Sau 15 tháng gián đoạn, JAXA đã phóng thành công một tên lửa H-IIA từ Trung tâm vũ trụ Tanegashima, đặt một vệ tinh vào quỹ đạo vào 26 tháng 2 năm 2005.

### Nhiệm vụ Orbital SS-520
Tháng 1 năm 2017, JAXA đã cố gắng và thất bại trong việc đưa một vệ tinh nhỏ vào quỹ đạo trên đỉnh một trong những tên lửa của loạt SS520 của nó. Một nỗ lực thứ hai vào ngày 2 tháng 2 năm 2018 đã thành công, đưa một vệ tinh CubeSat nặng 10 pound vào quỹ đạo Trái Đất. Tên lửa này, được gọi là SS-520-5, là tên lửa phóng quỹ đạo nhỏ nhất thế giới.

## Các nhiệm vụ Mặt Trăng và liên hành tinh
Nhiệm vụ đầu tiên của Nhật Bản ngoài quỹ đạo Trái Đất là vệ tinh Sakigake (MS-T5) dùng để quan sát sao chổi Halley vào năm 1985, và Suisei (PLANET-A). Để chuẩn bị cho các nhiệm vụ trong tương lai, ISAS đã thử nghiệm việc quay quanh quỹ đạo Trái Đất với nhiệm vụ Hiten vào năm 1990. Nhiệm vụ liên hành tinh đầu tiên của Nhật Bản là Nozomi (PLANET-B) quay quanh quỹ đạo Sao Hoả, được phóng vào năm 1998. Nó đạt mục tiêu vào năm 2003, nhưng việc tiếp cận quỹ đạo hành tinh phải huỷ bỏ. Hiện nay, các nhiệm vụ liên hành tinh vẫn còn ở nhóm ISAS dưới sự giám sát của JAXA. Để chuẩn bị cho năm tài chính 2008, JAXA đã thành lập một nhóm làm việc độc lập trong tổ chức. Người đứng đầu mới cho nhóm này sẽ là giám đốc dự án Hayabusa là Kawaguchi.
| Đang hoạt động               | Đang phát triển | Chấm dứt                  | Huỷ bỏ  |
| ---------------------------- | --------------- | ------------------------- | ------- |
| PLANET-C, IKAROS, Hayabusa 2 | SLIM            | PLANET-B, SELENE, MUSES-C | LUNAR-A |

### Thám hiểm thiên thạch nhỏ: phi vụ Hayabusa
Vào ngày 9 tháng 5 năm 2003, Hayabusa (nghĩa là, Peregrine falcon), được phóng từ một tên lửa M-V. Mục đích của phi vụ này là thu nhặt mẫu đất đá từ thiên thạch Itokawa. Tàu vũ trụ tự động dự tính là sẽ gặp thiên thạch vào tháng 11 năm 2005, và quay trở lại Trái Đất với mẫu đất đá từ thiên thạch vào tháng 7 năm 2007. Con tàu đã hạ cánh thành công trên thiên thạch vào 20 tháng 11 2005, sau một số rối loạn thông tin ban đầu. Vào 26 tháng 11 2005, Hayabusa thành công trong việc tiếp cận nhẹ nhàng và thu được 1 mg mẫu vât. Hayabusa đã trở về Trái Đất vào năm 2010.

### Nghiên cứu về buồm mặt trời
Vào ngày 9 tháng 8 năm 2004, ISAS đã phóng thành công hai kiểu buồm mặt trời từ một tên lửa siêu thanh. Một kiểu buồm có dạng ba lá được mở ra ở độ cao 122 km và một kiểu buồm hình quạt được mở ra ở độ cao 169 km. Cả hai loại buồm này đều sử dụng màng mỏng 7.5 micrometre.
ISAS lại thử buồm mặt trời một lần nữa như là một phần phụ của chuyến bay Astro-F (Akari) vào ngày 22 tháng 2 năm 2006. Tuy nhiên buồm mặt trời đã không mở ra hoàn toàn. ISAS lại thử buồm mặt trời trên một phần của phi vụ Solar-B phóng vào 23 tháng 9 năm 2006, nhưng liên lạc với vệ tinh đã bị mất. Mục đích là có một chuyến bay bằng buồm mặt trời về Sao Mộc sau năm 2010

## Chương trình thiên văn
Phi vụ thiên văn đầu tiên của Nhật là vệ tinh tia X mang tên Hakucho (Corsa-B), được phóng năm 1979. Sau đó ISAS chuyển sang quan sát mặt trời, thiên văn vô tuyến thông qua VLBI trong không gian và thiên văn giao thoa. Hiện tại: Suzaku, Akari, Hinode. Đang phát triển: ASTRO-G.

### Thiên văn tia hồng ngoại
Phi vụ thiên văn hồng ngoại đầu tiên của Nhật là kính viễn vọng dài 15 cm IRTS là một phần của vệ tinh đa năng SFU vào năm 1995. Trong suốt 1 tháng trên quỹ đạo IRTS đã quét qua 7% bầu trời trước khi SFU bị đưa xuống mặt đất bởi tàu con thoi. Trong những năm 1990 JAXA cũng ủng hộ các trạm mặt đất cho chương trình Đài thiên văn hồng ngoại (Infrared Space Observatory - ISO) của ESA.
Bước kế tiếp của JAXA là vệ tinh Akari, với tên gọi trước khi phóng là ASTRO-F. Vệ tinh này được phóng vào 21 tháng 2 năm 2006. Nhiệm vụ của nó là quan sát thiên văn bằng một kính viễn vọng 68 cm sử dụng tia hồng ngoại. Đây là lần đầu tiên toàn bộ bầu trời được quan sát kể từ phi vụ IRAS vào năm 1983.
(Một vệ tinh nhỏ nặng 3.6 kg có tên CUTE-1.7 cũng được thả ra từ cùng một tên lửa phóng.)  Lưu trữ ngày 28 tháng 10 năm 2006 tại Wayback Machine
JAXA cũng đang nghiên cứu và phát triển thêm để tăng cường tính năng của các thiết bị làm lạnh cơ học cho các chuyến phóng vệ tinh hồng ngoại trong tương lai SPICA. Điều này sẽ cho phép họ phóng lên mà không cần helium lỏng. SPICA có cùng kích thước với Trạm quan sát không gian Herschel của ESA, nhưng được dự tính với nhiệt độ khoảng 4.5 K lạnh hơn. Vụ phóng này dự tính vào năm 2015, tuy nhiên phi vụ chưa được cấp ngân sách hoàn toàn. ESA và NASA có thể đóng góp mỗi nơi một thiết bị quan sát.e.html

### Thiên văn tia X
Từ năm 1979 Nhật đã bỏ gần 20 năm liên tục quan sát thiên văn dùng kính viễn vọng tia X đặt trên các vệ tinh Hakucho, Tenma, Ginga và Asca. Tuy nhiên vào năm 2000 việc phóng vệ tinh quan sát dùng tia X Astro-E đã thất bại. 
Vào ngày 10 tháng 7 năm 2005, JAXA cuối cùng đã phóng được một vệ tinh mang kính viễn vọng tia X với phi vụ mang tên ASTRO-E II (Suzaku). Có 3 thiết bị trên vệ tinh này: một quang phổ tia X (XRS), một máy chụp quang phổ tia X (XIS), và một máy phát hiện tia X cứng (HXD).
Chi tiết thêm có ở ASTRO-E II (Suzaku).

### Thiên văn mặt trời
Thiên văn mặt trời của Nhật bắt đầu từ những năm 1980 với phi vụ ASTRO-A. 
Vệ tinh Hinode (Solar-B), theo sau vệ tinh hợp tác giữa Nhật/US/UK Yohkoh (Solar-A), được phóng vào ngày 23 tháng 9 năm 2006.

### Hạ cánh thành công xuống mặt trăng
Ngày 19 tháng 1 năm 2024. Tàu đổ bộ SLIM của JAXA đã hạ cánh xuống mặt trăng thành công. Nhật bản đã trở thành quốc gia thành công thứ năm thành công xuống mặt trăng. SLIM được phóng vào tháng 9 năm 2023, mang theo hai robot tự hành là LEV-1 và LEV-2.

## Các thử nghiệm kỹ thuật

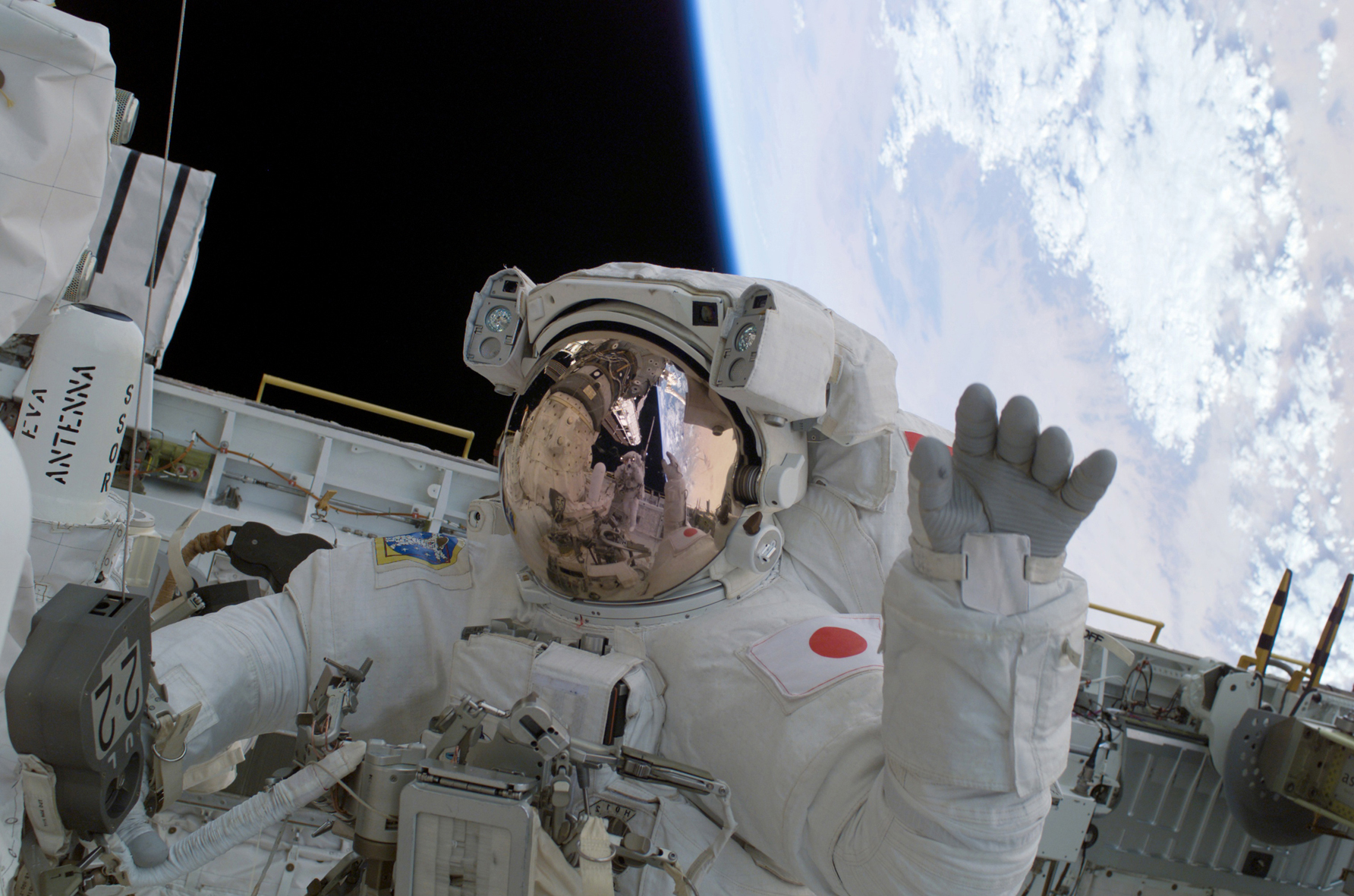
Một phi hành gia của JAXA Noguchi Soichi làm việc ngoài không gian, năm 2005

Một trong các nhiệm vụ chính của cơ quan NASDA trước đây là thử nghiệm những kỹ thuật không gian mới, chủ yếu là ở trong lãnh vực truyền thông. Vệ tinh thử nghiệm đầu tiên là ETS-I, được phóng vào năm 1975. Tuy nhiên trong suốt những năm 1990 NASDA bị nhiều vụ việc không may mắn xung quanh các phi vụ ETS-VI và COMETS.
Tuy nhiên việc thử nghiệm các kỹ thuật truyền thông vẫn là một nhiệm vụ chính của JAXA hợp tác với NICT. Hiện tại: ETS-VIII, OICETS, Đang phát triển: WINDS, QZSS-1

## Các chương trình quan sát Trái Đất
Các vệ tinh quan sát Trái Đất đầu tiên của Nhật được phóng lên là MOS-1a và MOS-1b phóng vào năm 1987 và 1990. Trong những năm 1990 và đầu những năm 2000 chương trình này bị chỉ trích nặng nề, vì cả hai vệ tinh Adeos (Midori) và Adeos 2 (Midori 2) đều bị hỏng chỉ sau 10 tháng trên quỹ đạo. Các vệ tinh: ALOS (hiện tại) GOSAT, GCOM-W (đang phát triển).

## Các vệ tinh khác của JAXA đang được sử dụng

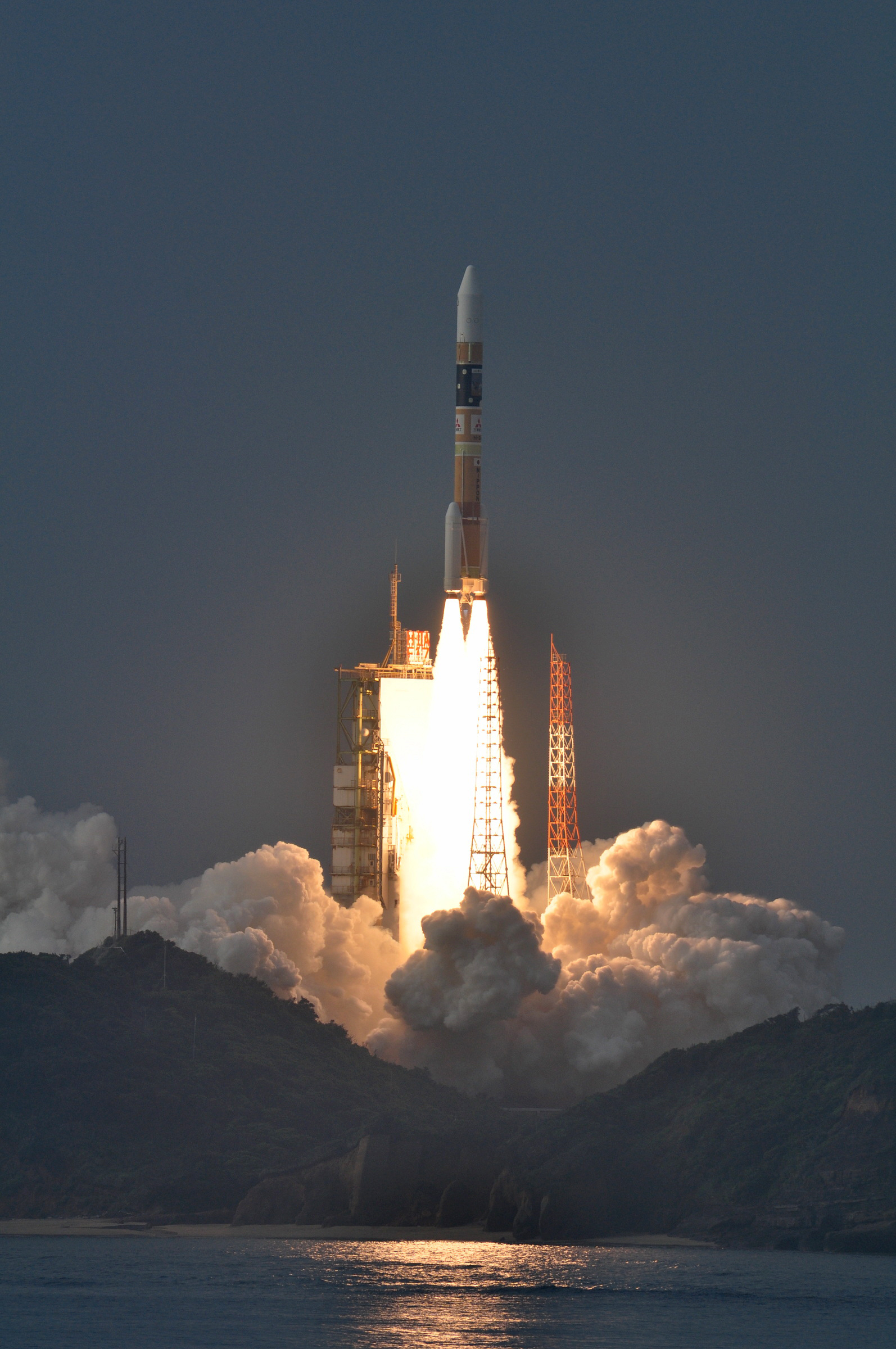
Vệ tinh Akatsuki được phóng ra không gian

- Exos-D (Akebono) quan sát aurora, từ năm 1989.
- GEOTAIL vệ tinh quan sát từ trường quyển (từ 1992).
- DRTS Vệ tinh trung chuyển thông tin (Kodama), từ 2002 (dự kiến sẽ kéo dài 7 năm).
- Vệ tinh Akatsuki của JAXA đi vào quỹ đạo của Sao Kim vào tháng 12 năm 2015, sau 5 năm kể từ ngày rời bệ phóng.

Các phi vụ đang hợp tác với NASA là Phi vụ đo lượng mưa nhiệt đới (Tropical Rainfall Measuring Mission-TRMM), Vệ tinh quan sát Trái Đất Aqua.